# Boto
Boto (lat. Inia geoffrensis), lokalno i boutu, kojeg često nazivaju i amazonskim riječnim dupinom, riječni je dupin koji živi u rijekama Južne Amerike. Dok su se ranije dupini u Orinoku i Madeiri povremeno smatrali samostalnim vrstama, danas se misli da su to podvrste amazonskog dupina, bota.

## Osobine
Amazonski dupini su dugi oko 2-3 m a teški 100 do 160 kg. Boja im se s godinama mijenja. Mlade životinje su srebrno sive, dok starije životinje postaju ružičaste. Glave su im okruglaste s dugom njuškom koja izraženo podsjeća na ptičji kljun. Oči su im doduše zakržljle, ali još uvijek posjeduju vid. Među svim riječnim dupinima samo oni imaju tvrde, čekinjaste dlake na njuškama.

## Rasprostranjenost
Postoje tri prostorno razdvojene populacije, sve u rijekama sjevernog dijela Južne Amerike:
- I. g. geoffrensis, koji žive u Amazoni i njenim mnogim pritokama,
- I. g. boliviensis, koji živi u Rio Madre koja je, istina, pritoka Amazone, ali je od nje odvojena nizom brzica i vodopada,
- I. g. humboldtiana, koji živi u Orinoku i njegovim pritokama.

## Način života
Boto je samotnjačka životinja i rijetko ju se viđa s drugim pripadnicima svoje vrste. Izbjegava velike riječne tokove i rađe se zadržava u mirnim, stajaćim ili čak pomalo močvarnim rukavcima uz glavni tok. Tu mu nije potreban njegov ionako loš vid, nego se u potpunosti oslanja na svoje izvrsno razvijene sposobnosti eho-lociranja. Njihov prirodni sonar je vjerojatno najrazvijeniji među svim kitovima i uz njegovu pomoć lovi plijen koji se sastoji pretežno od malih riba. Ne rone dugo, i izlaze na površinu po zrak gotovo svakih pola minute. Manje su aktivni od oceanskih dupina i gotovo uopće ne iskaču iz vode.

## Ostalo
Boto je od svih vrsta riječnih dupina najmanje ugrožen, no ipak ga IUCN vodi kao takvog. Povremeno se uplete u ribarske mreže ili zbog znatiželje u propeler. Regionalno ga ribari ubijaju smatrajući ga konkurentom u lovu riba. Amazonski dupini su potencijalno ugroženi i branama na rijekama kao i njihovim zagađivanjem.
Neki indigeni narodi u tim područjima vjeruju, da čovjek koji se utopi postaje boto. U tom svom novom životu on zadržava sposobnost da se povremeno vrati među ljude.
U donjem toku Amazone živi još jedna vrsta dupina, tukuši  (Sotalia fluviatilis). To je dupin čija jedna, morska, podvrsta živi u Atlantiku uz obale Južne Amerike i povremeno zalazi u velike rijeke, dok druga, riječna (manja rastom), nastanje veće riječne tokove i jezera u porječju Amazone. Sasvim je različita vrsta od amazonskog riječnog dupina